# Колодочкові
Колодочкові, або соленові (Solenidae) — родина морських двостулкових молюсків.

## Таксономія
Раніше родина поділялася на дві підродини: Cultellinae і Soleninae. Потім обидві були введені в ранг окремих родин, після чого Cultellinae була зведена в синонім із родиною Pharidae.

## Роди
Наразі родина містить два роди:
- Solen Linnaeus, 1758 — Колодочка
- Solena Mörch, 1853 [3]